# 車承洙
車 承洙（車 承秀、チャ・スンス、朝鮮語: 차승수、1940年 - ）は、朝鮮民主主義人民共和国の政治家。朝鮮中央放送委員会委員長、朝鮮記者同盟中央委員会委員長、朝鮮半島の平和と自主統一のための北、南、海外の諸政党、団体、個別人士の連席会議北側準備委員会副委員長、最高人民会議代議員。朝鮮労働党中央委員会委員、朝鮮中央放送委員会テレビ総局総局長などを歴任した。

## 経歴
1940年に日本統治下の平安北道（現慈江道和坪郡）で生まれた。金日成総合大学卒業。1960年代に朝鮮中央放送委員会の作家として活動する。1977年に同委員会ラジオ総局文芸局副局長に就任。1982年に同委員会副委員長、1983年に同委員会テレビ総局副総局長を歴任。1991年に同委員会テレビ総局総局長に昇進し、1996年に中国で開催された第35回アジア太平洋放送連合総会に参加した。2000年1月から朝鮮キューバ親善委員会副委員長を兼任。
2000年8月12日に韓国のメディア訪朝団と金正日総書記の昼食会に参加し、朝鮮中央放送委員会委員長と呼称され、同職への就任が確認された。2003年10月に韓国から訪朝した盧成大放送委員会委員長と会談し、放送交流協力などについて討議した。2005年9月に盧成大委員長が金剛山を訪問した際に、南北放送討論会に参加した。
2009年8月には大同江ビールの資本主義的な商業広告を出したことにより、中国の改革開放を連想させるとして金正日総書記から解任されたが、2010年5月に金総書記が中国を訪問する際に、車承洙を解任したことを思い出せず、解任したことに激怒し復職させた。2010年9月28日に開催された朝鮮労働党第3回党代表者会で朝鮮労働党中央委員会委員に選出され、2011年12月17日に金正日総書記が死去した際には、国家葬儀委員会委員に選ばれた。2012年2月14日には金正日総書記の誕生日(光明星節)に際して金正日勲章を受賞した。同年7月に訪朝した金仁圭アジア太平洋放送連合会長と会談し、2012年ロンドンオリンピックの放映権について討議した。
2016年5月9日に開催された朝鮮労働党第7次大会で朝鮮労働党中央委員会委員からは脱落したが、7月9日に朝鮮半島の平和と自主統一のための北、南、海外の諸政党、団体、個別人士の連席会議北側準備委員会副委員長に任命されたことが発表された。
2019年3月10日に実施された最高人民会議第14期代議員選挙で代議員に再選された。

## 参考サイト
- 북한정보포털

| 先代鄭夏哲 | 朝鮮中央放送委員会委員長2000年 - | 次代現職 |